# Marcos Riveros
Marcos Antonio Riveros Krayacich (Asunción, Paraguay, 4 de septiembre de 1988) es un futbolista paraguayo. Juega de centrocampista y milita en el Atlético Tembetary de la Primera División de Paraguay.

## Trayectoria

### Guaraní, Nacional y efímero paso al fútbol extranjero
A pesar de haber debutado en Guaraní en la temporada 2007 donde sólo jugaría un partido, Riveros sería rápidamente transferido al Club Nacional de barrio Obrero ese mismo año, significando un paso fundamental en su carrera que rápidamente se citaría con el éxito durante la obtención del Torneo Clausura 2009 y el Torneo Apertura 2011, estableciéndose de paso como una de las figuras más destacadas del conjunto tricolor.
En el 2011 sería transferido al Newell's Old Boys de Rosario por la suma de € 140.000, sin embargo logró disputar apenas 3 partidos durante su estadía en el equipo argentino y para el año 2012 retornaría a Nacional.
Ya para la siguiente temporada, Riveros, afianzado como un jugador insignia de la Academia, volvería a consagrarse por tercera vez campeón en el fútbol paraguayo obteniendo el Torneo Apertura 2013 con Nacional y adjudicándose un pase directo a la Copa Libertadores 2014, donde a la postre alcanzaría la final y obtendría el vicecampeonato continental luego de caer por un ajustado global de 2-1 a manos del San Lorenzo de Almagro.
Durante esta época, Riveros conformó un recordado tándem en el mediocampo albo junto con Silvio Torales.

### Cerro Porteño
El 30 de diciembre de 2015 se hace oficial la contratación de Riveros en el Club Cerro Porteño en conjunto con su también compañero en Nacional, Gustavo Velázquez.
De este modo, Riveros puso fin a una exitosa carrera en el cuadro académico con el que llegó a disputar 263 partidos y logró anotar 10 goles, obteniendo 3 títulos a nivel local y un subcampeonato a nivel internacional.

## Selección nacional
Riveros jugó por la Selección Paraguaya en un amistoso ante su similar de Hong Kong, cuyo partido lo ganó su selección por 7-0 en noviembre de 2010 y donde además marcó su primer y hasta ahora único gol con la Albirroja.
Más tarde Riveros sería nuevamente convocado para las últimas fechas de las Eliminatorias Sudamericanas rumbo a Brasil 2014, arrancando en algunos partidos como titular.

### Goles en la selección
| Resultados | Resultados | Resultados | Resultados | Lugar     | Estadio              | Fecha                   | Tipo              | Gol(es) |
| ---------- | ---------- | ---------- | ---------- | --------- | -------------------- | ----------------------- | ----------------- | ------- |
| Paraguay   | 7          | 0          | Hong Kong  | Hong Kong | Estadio de Hong Kong | 17 de noviembre de 2010 | Amistoso Copa AET | 1 gol   |

## Clubes
| Club                         | País      | Año           | Partidos | Goles |
| ---------------------------- | --------- | ------------- | -------- | ----- |
| Guaraní                      | Paraguay  | 2007-2008     | 1        | 0     |
| Nacional                     | Paraguay  | 2008-2020     | 278      | 10    |
| Newell's Old Boys (préstamo) | Argentina | 2010-2012     | 3        | 0     |
| Cerro Porteño (préstamo)     | Paraguay  | 2016-2017     | 81       | 3     |
| Sportivo Luqueño (préstamo)  | Paraguay  | 2018          | 40       | 1     |
| Sportivo Luqueño             | Paraguay  | 2020          | -        | -     |
| Sportivo Trinidense          | Paraguay  | 2021-2024     | -        | -     |
| Atlético Tembetary           | Paraguay  | 2025-presente |          |       |

## Estadísticas
| Selección Nacional | Período | Partidos | Goles |
| ------------------ | ------- | -------- | ----- |
| Paraguay           | 2010 -  | 13       | 1     |

| En su carrera | Goles | Partidos |
| ------------- | ----- | -------- |
| Clubes        | 10    | 267      |
| Selección     | 1     | 13       |
| Total         | 11    | 280      |

## Palmarés

### Títulos nacionales
| Título          | Club     | País     | Año  |
| --------------- | -------- | -------- | ---- |
| Torneo Clausura | Nacional | Paraguay | 2009 |
| Torneo Apertura | Nacional | Paraguay | 2011 |
| Torneo Apertura | Nacional | Paraguay | 2013 |